# Imprensa Nacional-Casa da Moeda

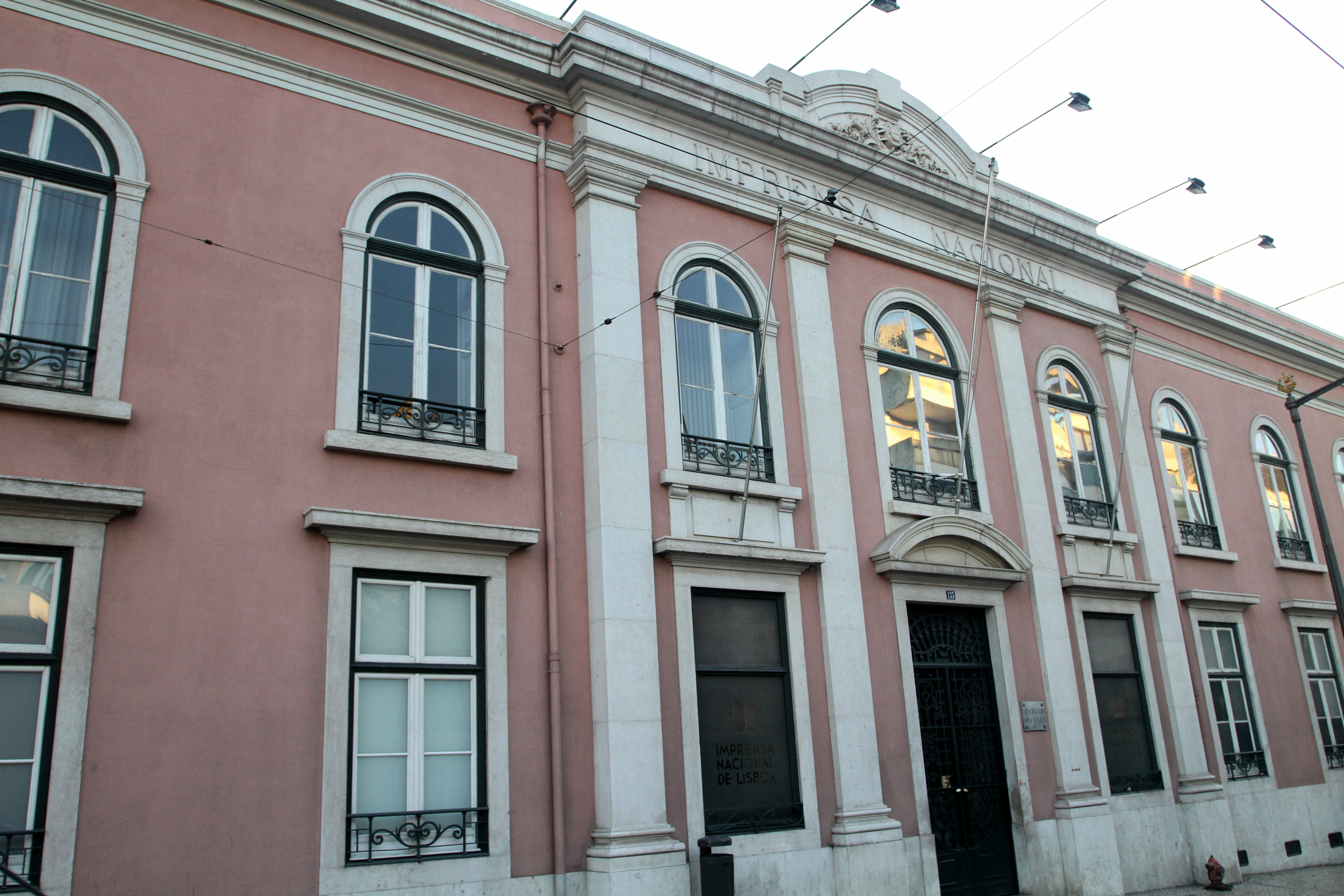
Imprensa Nacional-Casa da Moeda

De Imprensa Nacional-Casa da Moeda (INCM) is het nationale munthuis en de staatsdrukkerij van Portugal, aan de Avenida António José de Almeida in Lissabon. De INCM  slaat de Portugese euromunten en sloeg voorheen de munten van de Portugese escudo.
De munt werd opgericht in de late 13e eeuw. INCM ontstond in 1972 uit de fusie van de munt met de staatsdrukkerij. 
In het online Museo Casa da Moeda worden munten digitaal tentoongesteld. 